# Compostela (Cebu)
Compostela è una municipalità di quarta classe delle Filippine, situata nella Provincia di Cebu, nella Regione del Visayas Centrale.
La municipalità fa parte dell'Area metropolitana di Cebu.
Compostela è formata da 17 baranggay:
- Bagalnga
- Basak
- Buluang
- Cabadiangan
- Cambayog
- Canamucan
- Cogon
- Dapdap
- Estaca
- Lupa
- Magay
- Mulao
- Panangban
- Poblacion
- Tag-ube
- Tamiao
- Tubigan